# Lange Gasse 18 (Iphofen)

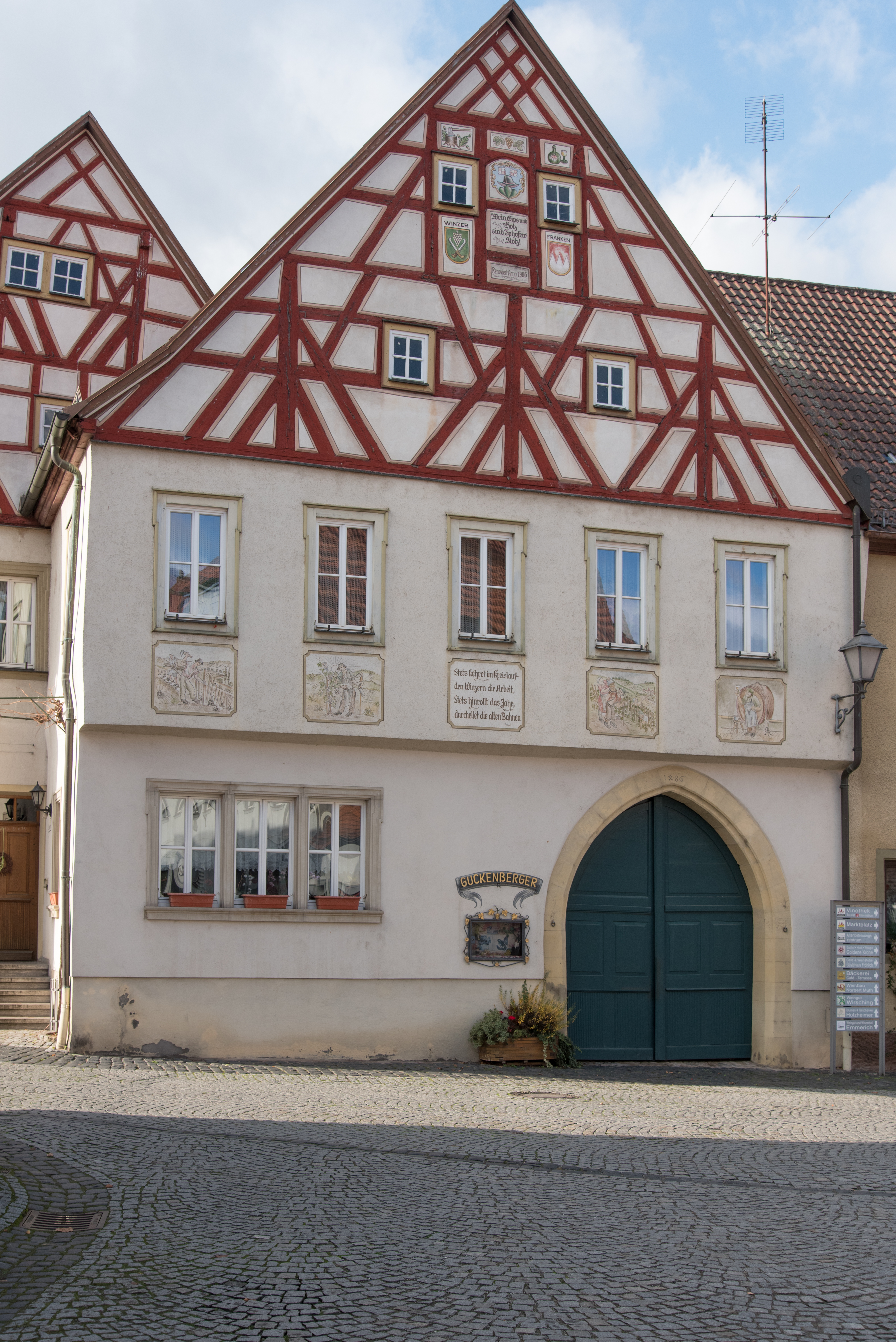
Das Doppelhaus Lange Gasse 18 in Iphofen

Das Haus Lange Gasse 18 (früher Hausnummer 168) ist ein denkmalgeschütztes Gebäude in der Altstadt des unterfränkischen Iphofen. Beim Haus handelt es sich um ein Doppelanwesen mit zwei Giebeln.

## Geschichte
Das Haus Lange Gasse 18 wurde wahrscheinlich bereits im 15. bzw. 16. Jahrhundert errichtet. Allerdings ist eine Einordnung schwierig, weil das Gebäude selbst nicht datiert ist und keine vergleichbaren Häuser in der näheren Umgebung existieren. An der ehemaligen Tordurchfahrt hat sich die Datierung 1486 erhalten, die auch das restliche Erdgeschoss beinhaltet. Das Fachwerk in den Giebelgeschossen stammt dagegen aus dem späten 17. bzw. frühen 18. Jahrhundert. Diese Datierung beruht vor allem auf den hier erhaltenen K-Streben, die typisch für die Zeit nach dem Dreißigjährigen Krieg sind.
Das Haus mit seinem markanten Doppelgiebel bildet den Endpunkt der Langen Gasse und ist ein beliebtes Fotomotiv. 1986 wurde das Anwesen umfassend renoviert, wobei der Putz mit Sinnsprüchen und Malereien verziert wurde. Es wird vom Bayerischen Landesamt für Denkmalpflege als Baudenkmal eingeordnet. Untertägige Reste von Vorgängerbauten sind als Bodendenkmal vermerkt. Daneben ist es Teil des Ensembles Altstadt Iphofen.

## Beschreibung
Das Haus prägt mit seinem markanten Doppelgiebel die südliche Altstadt von Iphofen. Die beiden zweigeschossigen Häuser stehen versetzt zueinander, sodass eine tiefe Raumwirkung erzielt wird. Das vordere Haus besitzt eine breite Tordurchfahrt mit Kehlprofil. Das Obergeschoss ist verputzt, springt etwas nach vorne und wurde wohl wie der Giebel mit Fachwerk gearbeitet. Auf einen Umbau im 18. Jahrhundert deuten die geohrten und faszierten Fensterrahmungen der beiden Häuser hin.
Die beiden Fachwerkobergeschosse weisen das typisch mittelfränkische Fachwerk der Zeit nach dem Dreißigjährigen Krieg auf. Die Bundständer besitzen reiches Strebenwerk. Neben den K-Ständern besitzen sie Fußbänder, wobei auf den Einbau von Zwischenständern verzichtet wurde. Eine Ladeluke am vorderen Haus wurde zu einem unbekannten Zeitpunkt vermauert. Ihr ehemaliger Standort wird durch die zwei rahmenden Fenster hervorgehoben. Das Gebälk wird von den Ortbalken dominiert.